# Psylla spadica
Psylla spadica är en insektsart som beskrevs av Shinji Kuwayama 1908. Psylla spadica ingår i släktet Psylla och familjen rundbladloppor. Inga underarter finns listade i Catalogue of Life.